# Club Atlético Bella Vista
El Club Atlético Bella Vista, conocido como Bella Vista es el decimotercer club del fútbol uruguayo en ser fundado, el 4 de octubre de 1920, con sede en Montevideo. 
Actualmente milita en la Segunda División de Uruguay, segunda categoría del fútbol uruguayo.
Bella Vista suspendió su afiliación en la AUF del fútbol profesional a comienzos de 2014, pero retornó a partir de la temporada 2017. 
El club se consagró campeón del Campeonato Uruguayo en 1990. A su vez, conquistó cinco veces el título de la Segunda División Profesional de Uruguay (1949, 1968, 1976, 1997 y 2005), mientras que en 2010 logró el vicecampeonato de la divisional y en el 1998 se consagró campeón de la Liguilla Pre Libertadores.
Bella Vista también accedió a competiciones internacionales. 
En total, participó en siete copas internacionales, de las cuales seis fueron por la Copa Libertadores y una por la Copa Sudamericana. 
Se destaca la Copa Libertadores 1999 en la que alcanzó los cuartos de final, luego de obtener la Liguilla Pre-Libertadores el año anterior y conseguir la clasificación. Es el 5º equipo uruguayo mejor posicionado en la tabla histórica del torneo.
Se destacó por aportar importantes jugadores a la selección uruguaya. Por ejemplo, uno de los líderes del plantel campeón del mundo en 1930, como José Nasazzi, pasó por el club, al igual que sus compañeros de selección José Leandro Andrade y Pablo Dorado.

## Historia

### Sus inicios

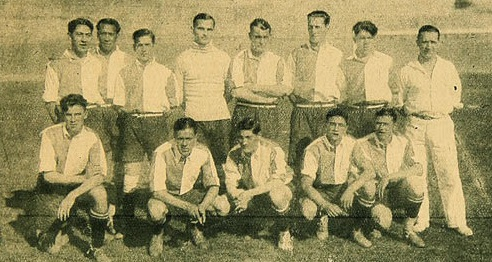
Formación de Bella Vista en su paso por Chile en 1930.

El Club Atlético Bella Vista fue fundado el 4 de octubre de 1920, tras asamblea convocada por los Sres. Ramón Salgado, Vicente Zibechi y Félix Nario, en dicha asamblea se nombró una comisión (momentánea) formada por doce personas, de las cuales se destacan, Ramón Salgado como Presidente, Vicente Zibechi como vicepresidente, Félix Nario como secretario y Manuel Millan como tesorero, entre otros.
El primer partido oficial de la institución data del 17 de abril de 1921 ante el equipo de Racing, el encuentro culminó 3 a 1 a favor de los papales, días más tarde, el 4 de mayo Bella Vista realizó su primera jornada electoral, llevándose la victoria la lista liderada por Salgado.
En 1921 el papal logra el campeonato de la Divisional Extra, obteniendo así el pasaje directo a la Divisional Intermedia.
El año 1922 marcó el debut de José Nasazzi como jugador del club, logrando el tan ansiado ascenso al círculo de privilegio del fútbol uruguayo. 
En la década de los años 1920, periodo en que la celeste obtuvo importantes triunfos, varios jugadores de la selección eran papales, como Nasazzi, Canavessi, Melogno, Andrade y Dorado. José Nasazzi fue siete veces campeón con Uruguay: dos campeonatos olímpicos, un mundial y cuatro copas América, seis de esos siete títulos los logró siendo jugador de Bella Vista. 
En 1926 obtuvo su primer título en primera división, como Campeón de la serie B del Torneo "Laudo Serrato".
Desde diciembre de 1930 y mayo de 1931 Bella Vista protagonizó una gira por toda América, la cual se conoció como la "segunda gira más extensa de un club uruguayo". 
Para esa ocasión el papal se reforzó con 7 campeones del mundo.
En 1932 se instaló el profesionalismo en el fútbol uruguayo, en ese campeonato Bella Vista se colocó en la 7.ª posición.
En 1933, José Nasazzi es transferido a Nacional, el capitán donó a Bella Vista lo percibido por dicha transferencia.
El 16 de diciembre de 1934 el papal reinauguró su estadio propio, que ya lo usufructuaba desde 1930. En 1938 Bella Vista logra concretar su primera venta a Europa, Irigaray pasa a un equipo francés.

### Décadas de altibajos
En 1941 el papal desciende a la Primera B, sitio en el que se ubicaría hasta el año 1949, momento en que logra ascender nuevamente a la máxima categoría del fútbol uruguayo.
En la temporada de 1950 se pierde la categoría, descendiendo así a la primera B nuevamente. Este descenso está marcado por un hecho muy singular, y es que Bella Vista perdió la categoría por sorteo ante Wanderers, ambos se colocaron últimos en la tabla general, y tal como expresaba el reglamento en el caso de que igualaran en puntos, se debería recurrir al sorteo, y así sucedió.
En 1957 Bella Vista desciende a Intermedia (3.ª división). En la temporada de 1959, el papal asciende de categoría, logrando así ascender a la Primera B.
El año 1968 fue un año complejo para el club ya que le toca vivir dos instancias muy diferentes, pero las dos quedarían marcadas en la historia de la institución. El 17 de junio de ese año fallece José Nasazzi, el gran capitán. 
El 13 de octubre Bella Vista logra el ascenso al círculo de privilegio del fútbol uruguayo tras una final muy recordada, en la que por primera vez dos equipos menores llegan a colmar las instalaciones del Estadio Centenario, ganándole a Huracán Buceo por 2 a 0. Ese domingo de mañana de 1968 definieron el ascenso en una final que llenó el Estadio Centenario. Con 53.583 entradas vendidas, fue el partido entre dos clubes menores que convocó más gente en la historia. Ganó Bella Vista, subió a la “A” y apenas un año después lo siguió Huracán.
En 1975 Bella Vista jugó nuevamente en la Primera B. 
Para 1976 el papal vuelve a primera tras pelear el ascenso con Rampla Juniors en dos finales.
En 1981, por primera vez en su rica historia, Bella Vista consigue la clasificación a la Copa Libertadores de América bajo la dirección técnica del sr. Miguel Basilico. 
En dicha Copa el papal integró el Grupo 2 junto a Peñarol, Estudiantes y Portuguesa, estos dos últimos originarios de Venezuela, logrando la segunda ubicación con 9 puntos.
Para el año 1985, el club concreta su segunda participación en la máxima competición continental, pero en esta oportunidad no tuvo una buena participación, consiguiendo apenas 2 puntos, producto de la victoria ante Colo Colo de Chile. 
También integraban ese grupo 4 de la copa los equipos de Peñarol y el también chileno Magallanes.
En 1986, el papal logró el segundo lugar en el Torneo Competencia. Al siguiente año, conquistó el tercer puesto del campeonato uruguayo.

### Campeón Uruguayo y presencia internacional
En 1990 alcanzó su principal logró deportivo, cuando obtuvo el Campeonato Uruguayo de Primera División. Bella Vista quedó campeón de local en el Estadio Nasazzi, con la dirección técnica de "Manolo" Keosseian, tras empatar 1 a 1 ante Cerro en el último partido del torneo. 
En 1991 y 1993 Bella Vista participó en la Copa Libertadores, siendo eliminado ambos años en primera fase.
En 1994 tras una campaña para el olvido, "el papal" pierde la categoría descendiendo a Segunda División. 
En 1997 Bella Vista, de la mano de Julio Ribas, en su vuelta al club, logró el campeonato de Segunda División, ascendiendo así a la primera división.
Para el año 1998 se afrontó el campeonato de Primera División con la base del año anterior. 
Esta temporada el equipo logró conquistar el tercer puesto en la tabla anual, consiguiendo así la clasificación a la liguilla Pre Libertadores de América. 
Bella Vista se consagró campeón de mencionado torneo al ganarle 1 a 0 al equipo de Peñarol con un gol de Pilipauskas que fue recordado por su gran factura técnica. Cabe destacar que el papal tuvo que jugar dos encuentros ante los carboneros ya que el primer encuentro terminó igualado en un tanto por bando.
En 1999, Bella Vista, de la mano de Manuel Keosseian, en su vuelta al club, participa de la Copa Libertadores de América con gran suceso, logrando un histórico quinto puesto tras ser derrotado en la llave de cuartos de final por el Deportivo Cali. 
En la fase de grupos se clasificó como mejor tercero, en un grupo que además lo integraban Nacional de Montevideo, Estudiantes venezolano y el Monterrey mexicano. 
En el Torneo local consigue el quinto puesto de la tabla anual, clasificándose nuevamente a la Liguilla, en la cual logra nuevamente la participación para el año siguiente en la Copa Libertadores de América.

### Período de decadencia
En 2000 se contrata como Director Técnico al argentino Sergio "Checho" Batista. En su última participación en la Copa Libertadores no cosechó un buen resultado ya que fue eliminado en primera fase, recordemos que el grupo de Bella Vista también fue integrado por el Bolívar de Bolivia, Atlético Mineiro de Brasil y Cobreloa de Chile. En el Torneo Uruguayo no tuvo una buena participación y la estadía de Batista en el Club duró poco. El papal termina el año futbolístico siendo dirigido por Martin Lasarte.
En 2001, tras una importante renovación del plantel, el equipo logra el quinto puesto en el Clasificatorio, pero de ahí en más tuvo una participación que es mejor olvidar.
En 2002 asume nuevamente Keosseian quien no logra una buena actuación del equipo, dejándole el cargo a Luis González.
En 2004 "el papal" descendió a Segunda División tras completar un año muy malo. Esa temporada fue recordada por los inconvenientes que se generaron entre Julio Morales, el D. T. y el plantel, a tal punto que no se presentaron a un partido que se debía jugar en la ciudad de Tacuarembó debido a la insostenible relación entre las partes mencionadas. 
Luego de muchas idas y vueltas la directiva designa como nuevo Director Técnico al Sr. Ildo Maneiro.
En 2005 Bella Vista se consagra campeón uruguayo de Segunda División tras un año futbolístico espectacular, logrando así el ascenso directo a Primera División Profesional.
En la temporada 2008/2009 el equipo desciende a Segunda División nuevamente.
En la temporada 2009/2010 "el papal" logra el ascenso al círculo de privilegio tras vencer en dos emotivas finales al equipo de Miramar Misiones. 
Ese año comenzó mal para la institución, logrando una gran mejoría para el Torneo Clausura, campeonato en el que se consagra Campeón y que le dio la posibilidad de disputar las ya mencionadas finales por el ascenso con el conjunto "cebrita".
En la temporada 2010/2011. El papal tuvo un gran Apertura, logrando la segunda ubicación del Torneo.
En 2011 Bella Vista vuelve a una copa internacional después de 11 años y por primera vez en la Copa Sudamericana. 
No obstante, entraría en una caída institucional y deportiva que provocaría que el club tuviera que ser habilitado a competir aunque tuviera importantes deudas. Este punto crítico tuvo su punto más bajo a partir del Campeonato de Segunda División 2013/14, temporada que no disputó por su situación económica.

### Desafiliación del fútbol profesional y retorno
Luego de acumular varias temporadas alternándose entre la primera división y la segunda categoría, el club fue acumulando una situación económica negativa. 
El punto de quiebre lo alcanzó en mediados de 2013, cuando el equipo dejó de participar por tiempo indefinido con su plantel principal en la Asociación Uruguaya de Fútbol.
El "Papal" alcanzó esa situación tras una mala campaña deportiva en la temporada 2012/13, en la que volvió a descender a la Segunda División. Un año después, Bella Vista no pudo competir en esa divisional para la temporada 2013/14, por motivo de las importantes deudas que mantenía.
No obstante, Bella Vista continúa activo, contando con la representación de sus divisiones formativas en los torneos de la AUF.
Bella Vista se afilió nuevamente a la AUF en 2017 disputando la Segunda División B Nacional, tercera categoría del fútbol uruguayo (categoría amateur). 
En 2018, obtuvo el Torneo Apertura en dicha categoría.

## Participaciones internacionales

### Copa Libertadores de América de 1981
El club disputó por primera vez la Copa Libertadores de América en 1981. 
Jugó en el mismo grupo que Peñarol, Estudiantes de Mérida y Portuguesa de Venezuela, pero fue eliminado en esa primera etapa de la competición. 
Grupo 2
| Equipo                | Pts. | PJ | PG | PE | PP | GF | GC | DG  |
| --------------------- | ---- | -- | -- | -- | -- | -- | -- | --- |
| Peñarol               | 11   | 6  | 5  | 1  | 0  | 13 | 3  | 10  |
| Bella Vista           | 9    | 6  | 4  | 1  | 1  | 16 | 5  | 11  |
| Estudiantes de Mérida | 2    | 6  | 0  | 2  | 4  | 5  | 14 | –9  |
| Portuguesa            | 2    | 6  | 0  | 2  | 4  | 1  | 13 | –12 |

| 25 de marzo | Peñarol                                                   | 3:1 | Bella Vista             | Estadio Centenario, Montevideo |                           |
|             | - Rodolfo Abalde 23' - Ernesto Vargas 49' - Rubén Paz 66' |     | - Francisco Rosendo 80' | Árbitro(s): Teodoro Nitti      | Árbitro(s): Teodoro Nitti |

| 22 de abril | Estudiantes de Mérida | 1:4 | Bella Vista                                               | Estadio Guillermo Soto Rosa, Mérida |                           |
|             | - Mario Napilotti 56' |     | - Amaro Nadal 8', 43' - Eber Bueno 37' - Pablo Alonso 77' | Árbitro(s): Gastón Castro           | Árbitro(s): Gastón Castro |

| 26 de abril | Portuguesa | 0:4 | Bella Vista                                                | Estadio José Antonio Páez, Acarigua |                                  |
|             |            |     | - Amaro Nadal 43' - Pablo Alonso 66', 77' - Eber Bueno 74' | Árbitro(s): Romualdo Arppi Filho    | Árbitro(s): Romualdo Arppi Filho |

| 6 de mayo | Bella Vista | 0:0 | Peñarol | Estadio Centenario, Montevideo |  |
|           |             |     |         | Árbitro(s): Abel Gnecco        |  |

| 13 de mayo | Bella Vista                             | 3:1 | Portuguesa            | Estadio Centenario, Montevideo |                          |
|            | - Amaro Nadal 23' - Eber Bueno 34', 59' |     | - Hebert Revetria 42' | Árbitro(s): Óscar Ortubé       | Árbitro(s): Óscar Ortubé |

| 17 de mayo | Bella Vista                                                       | 4:0 | Estudiantes de Mérida | Estadio Centenario, Montevideo |                          |
|            | - Pablo Alonso 43', 67' - Francisco Rosendo 71' - Amaro Nadal 87' |     |                       | Árbitro(s): Elias Jácome       | Árbitro(s): Elias Jácome |

### Copa Libertadores de América de 1985
En 1985, disputó nuevamente la Copa: Bella Vista estaba en el mismo grupo que Peñarol, y dos equipos chilenos: Colo-Colo y Magallanes. Fue eliminado nuevamente en la primera fase.
Grupo 4
| Equipo      | Pts. | PJ | PG | PE | PP | GF | GC | DG |
| ----------- | ---- | -- | -- | -- | -- | -- | -- | -- |
| Peñarol     | 11   | 6  | 5  | 1  | 0  | 10 | 3  | 7  |
| Colo-Colo   | 6    | 6  | 3  | 0  | 3  | 10 | 8  | 2  |
| Magallanes  | 5    | 6  | 2  | 1  | 3  | 5  | 8  | –3 |
| Bella Vista | 2    | 6  | 1  | 0  | 5  | 3  | 9  | –6 |

| 23 de abril | Peñarol               | 1:1 | Bella Vista | Estadio Centenario, Montevideo |                            |
|             | - Hebert Revetria 45' |     |             | Árbitro(s): Arnaldo Coelho     | Árbitro(s): Arnaldo Coelho |

| 30 de abril | Colo-Colo                                 | 2:0 | Bella Vista | Estadio Nacional, Santiago de Chile |                              |
|             | - Juan Gutiérrez 82' - Víctor Cabrera 82' |     |             | Árbitro(s): Ricardo Calabria        | Árbitro(s): Ricardo Calabria |

| 3 de mayo | Magallanes                                 | 2:1 | Bella Vista        | Estadio Nacional, Santiago de Chile |                            |
|           | - Claudio Toro 67' - Rodrigo Santander 87' |     | - Adolfo Barán 72' | Árbitro(s): Walter Chatter          | Árbitro(s): Walter Chatter |

| 15 de mayo | Bella Vista | 0:2 | Peñarol                                     | Estadio Centenario, Montevideo      |                                     |
|            |             |     | - Marcelo Rotti 29' - José Luis Zalazar 55' | Árbitro(s): Efraín Gabriel González | Árbitro(s): Efraín Gabriel González |

| 21 de mayo | Bella Vista | 0:2 | Magallanes       | Estadio Centenario, Montevideo      |                                     |
|            |             |     | - Luis Pérez 77' | Árbitro(s): Efraín Gabriel González | Árbitro(s): Efraín Gabriel González |

| 28 de mayo | Bella Vista                                 | 2:1 | Colo-Colo               | Estadio Centenario, Montevideo |                         |
|            | - William Castro 13' - Carlos Larrañaga 50' |     | - Horacio Simaldone 74' | Árbitro(s): José Wright        | Árbitro(s): José Wright |

### Copa Libertadores de América de 1991
En 1990 Bella Vista obtuvo el Uruguayo, y se ganó el derecho a disputar la Copa Libertadores del año siguiente.  
En esa ocasión estaba en el mismo grupo que Nacional, Flamengo y Corinthians; terminando en último lugar. 
Grupo 3
| Equipo      | Pts. | PJ | PG | PE | PP | GF | GC | DG |
| ----------- | ---- | -- | -- | -- | -- | -- | -- | -- |
| Flamengo    | 9    | 6  | 3  | 3  | 0  | 11 | 4  | 7  |
| Corinthians | 6    | 6  | 1  | 4  | 1  | 7  | 6  | 1  |
| Nacional    | 6    | 6  | 2  | 2  | 2  | 7  | 6  | 1  |
| Bella Vista | 3    | 6  | 0  | 3  | 3  | 5  | 14 | –9 |

| 20 de febrero | Nacional                                                                | 3:0 | Bella Vista | Estadio Centenario, Montevideo     |                                    |
|               | - José Enrique Peña 2' - Julio César Dely Valdés 15' - Wilson Núñez 84' |     |             | Árbitro(s): Juan Daniel Cardellino | Árbitro(s): Juan Daniel Cardellino |

| 26 de febrero | Bella Vista                                   | 2:2 | Flamengo                      | Estadio Centenario, Montevideo |                              |
|               | - Ariel López Báez 65' - Fernando Barboza 85' |     | - Toninho 8' - Léo Júnior 89' | Árbitro(s): Ricardo Calabria   | Árbitro(s): Ricardo Calabria |

| 12 de marzo | Bella Vista          | 1:1 | Corinthians      | Estadio Centenario, Montevideo     |                                    |
|             | - Ricardo Canals 61' |     | - Mirandinha 80' | Árbitro(s): Juan Francisco Escobar | Árbitro(s): Juan Francisco Escobar |

| 20 de marzo | Bella Vista | 0:3 | Nacional                                                      | Estadio Centenario, Montevideo |                            |
|             |             |     | - Gerardo Miranda 8' - Edgar Borges 34' - Jorge Cardaccio 89' | Árbitro(s): Roberto Otello     | Árbitro(s): Roberto Otello |

| 26 de marzo | Flamengo             | 1:1 | Bella Vista             | Estadio Mané Garrincha, Brasilia |                           |
|             | - Rubens Navarro 72' |     | - Marcelino Carioca 89' | Árbitro(s): Gastón Castro        | Árbitro(s): Gastón Castro |

| 29 de marzo | Corinthians                            | 4:1 | Bella Vista           | Estadio de Morumbi, São Paulo |                           |
|             | - Giba 22', 58', 62' - Paulo Sérgio 6' |     | - José López Báez 26' | Árbitro(s): Enrique Marín     | Árbitro(s): Enrique Marín |

### Copa Libertadores de América de 1993
En 1993 el papal disputó nuevamente la Copa, clasificándose como segundo clasificado en laLiguilla Pre-Libertadores de América de 1992. Compartió grupo con Nacional y los clubes ecuatorianos El Nacional y Barcelona. Fue eliminado nuevamente en la primera fase.
Grupo 3
| Equipo      | Pts. | PJ | PG | PE | PP | GF | GC | DG |
| ----------- | ---- | -- | -- | -- | -- | -- | -- | -- |
| Nacional    | 8    | 6  | 3  | 2  | 1  | 12 | 6  | 6  |
| El Nacional | 6    | 6  | 3  | 0  | 3  | 9  | 11 | –2 |
| Barcelona   | 5    | 6  | 2  | 1  | 3  | 8  | 7  | 1  |
| Bella Vista | 5    | 6  | 2  | 1  | 3  | 6  | 11 | –5 |

| 17 de febrero | Nacional                                        | 2:2 | Bella Vista                                  | Estadio Centenario, Montevideo  |                                 |
|               | - Julio César Dely Valdés 37' - Carlos Soca 67' |     | - Enrique Ferraro 48' - Josemir Lujambio 89' | Árbitro(s): Eduardo Dluzniewski | Árbitro(s): Eduardo Dluzniewski |

| 23 de febrero | Barcelona                                  | 2:0 | Bella Vista | Estadio Monumental, Montevideo |                             |
|               | - Julio Rosero 37' - Rubén Darío Insúa 82' |     |             | Árbitro(s): Álvaro Arboleda    | Árbitro(s): Álvaro Arboleda |

| 26 de febrero | El Nacional                                                                        | 5:0 | Bella Vista | Estadio Olímpico Atahualpa, Montevideo |                              |
|               | - Luis Cherrez 18', 44' - Cléber Chalá 54' - Joffre Arroyo 66' - José Carcelén 69' |     |             | Árbitro(s): Nelson Rodríguez           | Árbitro(s): Nelson Rodríguez |

| 10 de marzo | Bella Vista | 0:1 | Nacional                     | Estadio Centenario, Montevideo |                          |
|             |             |     | - Julio César Dely Valdés 5' | Árbitro(s): Saúl Feldman       | Árbitro(s): Saúl Feldman |

| 16 de marzo | Bella Vista                | 2:1 | Barcelona              | Estadio Centenario, Montevideo        |                                       |
|             | - Enrique Ferraro 40', 62' |     | - Hjalmar Zambrano 45' | Árbitro(s): Cláudio Vinícius Cerdeira | Árbitro(s): Cláudio Vinícius Cerdeira |

| 23 de marzo | Bella Vista                | 2:1 | El Nacional | Estadio Centenario, Montevideo |                           |
|             | - Enrique Ferraro 41', 42' |     |             | Árbitro(s): Félix Benegas      | Árbitro(s): Félix Benegas |

### Copa Libertadores de América de 1999
En 1999, tras una ausencia de seis años, regresó a la Copa Libertadores. Bella Vista estaba en el mismo grupo que Nacional de Uruguay, Estudiantes de Mérida de Venezuela, y Monterrey de México. 
Terminó en tercer lugar en la primera fase, y clasificó por primera vez en su historia a la segunda etapa, donde derrotó a la Universidad Católica de Chile, avanzando hasta los cuartos de final y siendo eliminado por el Deportivo Cali de Colombia. 
Fue la mejor campaña del club en Copa Libertadores. 
Grupo 1
| Equipo                | Pts. | PJ | PG | PE | PP | GF | GC | DG |
| --------------------- | ---- | -- | -- | -- | -- | -- | -- | -- |
| Nacional              | 12   | 6  | 4  | 0  | 2  | 9  | 8  | 1  |
| Estudiantes de Mérida | 9    | 6  | 3  | 0  | 3  | 9  | 14 | –5 |
| Bella Vista           | 7    | 6  | 2  | 1  | 3  | 9  | 6  | 3  |
| Monterrey             | 7    | 6  | 2  | 1  | 3  | 10 | 9  | 1  |

|  | Bella Vista | 0:1 | Nacional | Estadio Centenario, Montevideo |  |

|  | Monterrey | 1:1 | Bella Vista | Estadio BBVA, Monterrey |  |

|  | Estudiantes de Mérida | 2:1 | Bella Vista | Estadio Metropolitano, Mérida |  |

|  | Nacional | 1:0 | Bella Vista | Estadio Centenario, Montevideo |  |

|  | Bella Vista | 2:0 | Monterrey | Estadio Centenario, Montevideo |  |

|  | Bella Vista | 5:1 | Estudiantes de Mérida | Estadio Centenario, Montevideo |  |

Octavos de final
| 14 de abril de 1999 | Bella Vista            | 2:2 (0:1) | Universidad Católica    | Estadio Domingo Burgueño, Maldonado |                              |
|                     | Alonso 72' · Lembo 89' |           | Ríos 36' · Figueroa 54' | Árbitro(s): Horacio Elizondo        | Árbitro(s): Horacio Elizondo |

| 21 de abril de 1999 | Universidad Católica | 1:3 (0:1) | Bella Vista                         | Estadio San Carlos de Apoquindo, Santiago |                         |
|                     | Figueroa 67'         |           | García 35' · Lemos 70' · Alonso 82' | Árbitro(s): René Ortubé                   | Árbitro(s): René Ortubé |

Cuartos de final
| 5 de mayo de 1999 | Deportivo Cali           | 2:1 (1:1) | Bella Vista | Estadio Pascual Guerrero, Cali |                            |
|                   | Zapata 41' · Bonilla 66' |           | Pumar 10'   | Árbitro(s): Luis Solórzano     | Árbitro(s): Luis Solórzano |

| 12 de mayo de 1999 | Bella Vista | 1:1 (0:0) | Deportivo Cali | Estadio Domingo Burgueño, Maldonado |                            |
|                    | García 59'  |           | Bonilla 79'    | Árbitro(s): Oscar Sequeira          | Árbitro(s): Oscar Sequeira |

### Copa Libertadores de América 2000
Al año siguiente, con el argentino Sergio Batista como entrenador, Bella Vista disputó otra vez la Copa Libertadores, y compartió grupo con Bolívar, Atlético Mineiro y Cobreloa. 
Fue eliminado en la primera fase del torneo.
Grupo 8
| Equipo           | Pts. | PJ | PG | PE | PP | GF | GC | DG |
| ---------------- | ---- | -- | -- | -- | -- | -- | -- | -- |
| Bolívar          | 10   | 6  | 3  | 1  | 2  | 12 | 9  | 3  |
| Atlético Mineiro | 9    | 6  | 3  | 0  | 3  | 9  | 7  | 2  |
| Bella Vista      | 8    | 6  | 2  | 2  | 2  | 8  | 5  | 3  |
| Cobreloa         | 6    | 6  | 1  | 3  | 2  | 7  | 15 | –8 |

|  | Bella Vista | 1:1 | Cobreloa |  |  |

|  | Bolívar | 1:0 | Bella Vista |  |  |

|  | Atlético Mineiro | 2:1 | Bella Vista |  |  |

|  | Cobreloa | 1:1 | Bella Vista |  |  |

|  | Bella Vista | 4:0 | Bolívar |  |  |

|  | Bella Vista | 1:0 | Atlético Mineiro |  |  |

### Copa Sudamericana 2011
En 2011, Bella Vista logró clasificarse a la Copa Sudamericana, siendo su primera clasificación en la historia a esta competición internacional. 
Los papales, se vieron superados por la Universidad Católica de Chile, siendo eliminados en primera fase.
| 2 de agosto de 2011 | Bella Vista         | 1:1 (1:1) | Universidad Católica | Estadio Luis Franzini, Montevideo |                            |
|                     | Nicolini 23' (pen.) | Reporte   | Calandria 35'        | Árbitro(s): Leandro Vuaden        | Árbitro(s): Leandro Vuaden |

| 16 de agosto de 2011 | Universidad Católica        | 3:0 (2:0) | Bella Vista | Estadio San Carlos de Apoquindo, Santiago |                                  |
|                      | Carignano 4' 64' · Mier 10' | Reporte   |             | Árbitro(s): Víctor Hugo Carrillo          | Árbitro(s): Víctor Hugo Carrillo |

## Símbolos

### Escudo y bandera
Tanto en el escudo como en la bandera del club, destaca un rombo amarillo junto a las siglas "C A B V", símbolo característico del club.
El escudo presenta varios detalles en color azul, mientras que la bandera tiene las iniciales en azul y el resto de los detalles en tono amarillo.

## Uniforme

### Uniforme titular
La camiseta de Bella Vista representa la bandera pontificia, mitad amarilla, mitad blanca. 
Por eso el club es apodado los "papales". La primera cancha que tuvo el club era en un predio de la calle Larrobla, que pertenecían a los fondos del Colegio Maturana, en agradecimiento se dejó al cura de la iglesia elegir los colores del uniforme.
Para la temporada 1991 y 1992, el club dejó de lado el azul y vistió casi completamente de amarillo. 
En 1994 vuelven el pantalón y las medias azules, aunque la camiseta seguiría siendo amarilla. 
En 1996 retorna la indumentaria tradicional a mitades. 
En 1998 se vuelve a utilizar el amarillo oscuro (color oro) de las primeras épocas, y se introduce una novedosa indumentaria alternativa mitad oro-mitad azul oscuro. 
Para 2000, el amarillo se torna más tenue. 
En la temporada 2008 el club opta por utilizar pantalón y medias blancas.
| Tradicional | 1990 | 1991-1992 | 1994 | 2000 | 2008 | 2011-12 | 2012 |  |

### Uniforme alternativo
Los uniformes alternativos de Bella Vista han sido mayoritariamente azules. Se diseñó también una camiseta conmemorativa de los 80 años del club. 
La indumentaria de alternativa pasa a ser enteramente azul. 
En 2010 estrena alternativa azul con cruz amarilla.
| 1998 | 1999 | 2009 | 2011-12 | 2012 |  |

### Indumentaria y patrocinador
| Período       | Logo | Proveedor    |
| ------------- | ---- | ------------ |
| 1987-1990     |      | Lee          |
| 1990-1995     |      | Topper       |
| 1996-1998     |      | Ennerre      |
| 1998-2000     |      | Sporty's     |
| 2000-2002     |      | Loma's Sport |
| 2002-2005     |      | Sport 2000   |
| 2006-2010     |      | Mgr Sport    |
| 2010-2011     |      | Startabe     |
| 2011-2012     |      | Matgeor      |
| 2012-2013     |      | Mgr Sport    |
| 2017-2019     |      | Startabe     |
| 2020-2021     |      | Luanvi       |
| 2021-2022     |      | Mgr Sport    |
| 2023-presente |      | KLO          |

| Período       | Patrocinador Principal          | Patrocinador Secundario                              |
| ------------- | ------------------------------- | ---------------------------------------------------- |
| 1996-2000     | La Especialista                 | ARNO                                                 |
| 2000-2002     | Planet travel                   | Papales                                              |
| 2002-2005     | OCA                             |                                                      |
| 2005-2007     | Punta Ballena                   |                                                      |
| 2010-2011     | IARA                            |                                                      |
| 2011-2012     | Rinde Dos                       | Antel Casa de Galicia Ega                            |
| 2012-2013     | Cymaco                          | Antel Casa de Galicia Mauna-loa Calzados Ega Papales |
| 2017-2019     | CPS                             |                                                      |
| 2020-2021     | CortiLuz                        |                                                      |
| 2022-presente | Black Star Grupo Alobin Caprole | Barraca Piratas                                      |

## Estadio
Bella Vista juega sus partidos como local en el Estadio Parque José Nasazzi, el cual tiene una capacidad máxima de 5.002 espectadores sentados. Fue inaugurado en 1931, bajo la denominación Parque Olivos (otros nombres anteriores son Parque Bella Vista y Parque José Nasazzi).
Su capacidad de 5.002 espectadores sentados, es curiosamente dos butacas más de lo que exige el reglamento para poder disputar partidos frente a los equipos "grandes". De todas formas, su capacidad puede ascender a 12.000 espectadores si se incluye el público parado.
La dirección del Estadio es Avenida Lucas Obes esquina Avenida León Ribeiro. La entrada visitante se encuentra por la Av. León Ribeiro, mientras que la local por la Av. Lucas Obes. Este estadio es utilizado en fútbol amateur y fútbol profesional por diferentes equipos.
Anteriormente el club tuvo el Estadio Parque Olivos, en Agraciada y Bulevar Artigas, justamente dentro del barrio Bella Vista.

## Jugadores
El futbolista más importante de la historia del club ha sido José Nasazzi, conocido como "El Mariscal": con su nombre fue bautizado el estadio del club, además la estrofa principal del himno del club canta "dale Papal, dale Papal, como quería el Mariscal". En la Copa del Mundo de 1930, también integraron el plantel campeón del mundo otros tres jugadores papales: José Leandro Andrade (entonces ya en el Club Nacional de Football), Miguel Ángel Melogno y Pablo Dorado quién marcó el primer gol de la Selección Uruguaya de fútbol en la final de la Copa de 1930.

## Palmarés

### Torneos nacionales oficiales
| Competición nacional                                  | Títulos                            | Subcampeonatos |
| ----------------------------------------------------- | ---------------------------------- | -------------- |
| Campeonato Uruguayo (1)                               | 1990                               | 1924           |
| Liguilla Pre-Libertadores de América (1)              | 1998                               |                |
| Campeonato Cuadrangular Eliminatorio (1):             | 1977                               |                |
|                                                       |                                    |                |
| Segunda División de Uruguay (6):                      | 1922, 1949, 1968, 1976, 1997, 2005 | 1952, 2009-10  |
| Torneo Apertura y Clausura de Segunda División (1)    | 2009-10 Clausura                   |                |
| Tercera División de Uruguay (3)                       | 1921, 1959, 2018                   |                |
| Torneo Apertura y Clausura de Segunda B Nacional (1): | 2018-A                             |                |

### Torneos nacionales no reconocidos por AUF
- Torneo del Consejo Provisorio Serie B (1) 1926

- Torneo Especial Copa Año Internacional del Niño (1): 1979 (Final: Bella Vista 4-1 Peñarol)

### Torneos nacionales Amistosos
- Torneo 100 Años de Colombes (1) 2024
- Torneo 100 Años del Laudo Serrato (1) 2025

## Datos estadísticos
Datos actualizados para la temporada 2025 inclusive
- Temporadas en Primera División: 55 (1923-1941 / 1950 / 1969-1974 / 1977-1994 / 1998-2004 / 2006-2008/09 / 2010/11-2012/13)
  - Debut: 1923 (Profesional: 1932)
  - Mejor puesto en Primera División: Campeón (1990)
- Temporadas en Segunda División: 33 (1922 / 1942-1949 / 1951-1957 / 1960-1968 / 1975-1976 / 1995-1997 / 2005 / 2009/10 / 2019 / 2023)
- Temporadas en Tercera División: 10 (1921 / 1958-1959 / 2017-2018 / 2020-2022 / 2024-presente)

### Participación internacional
- Participaciones en Copa Libertadores: 6 (1981, 1985, 1991, 1993, 1999, 2000).
  - Mejor participación: Cuartos de final (1999)
- Participaciones en Copa Sudamericana: 1 (2011)

## Estadísticas en competiciones internacionales

### Por competencia
| Torneo                       | TJ | PJ | PG | PE | PP | GF | GC | DG | Puntos |
| ---------------------------- | -- | -- | -- | -- | -- | -- | -- | -- | ------ |
| Copa Libertadores de América | 6  | 40 | 12 | 10 | 18 | 54 | 56 | -2 | 46     |
| Copa Sudamericana            | 1  | 2  | 0  | 1  | 1  | 1  | 4  | -3 | 1      |
| Total                        | 7  | 42 | 12 | 11 | 19 | 55 | 60 | -5 | 47     |

Por Torneo
| Torneo                 | Fase             | PJ | PG | PE | PP | GF | GC | DG | Puntos |
| ---------------------- | ---------------- | -- | -- | -- | -- | -- | -- | -- | ------ |
| Copa Libertadores 1981 | Fase de grupos   | 6  | 4  | 1  | 1  | 13 | 10 | +3 | 9      |
| Copa Libertadores 1985 | Fase de grupos   | 6  | 1  | 0  | 5  | 3  | 9  | -6 | 2      |
| Copa Libertadores 1991 | Fase de grupos   | 6  | 0  | 3  | 3  | 5  | 14 | -9 | 3      |
| Copa Libertadores 1993 | Fase de grupos   | 6  | 2  | 1  | 3  | 6  | 11 | -5 | 5      |
| Copa Libertadores 1999 | Cuartos de final | 10 | 3  | 3  | 4  | 15 | 12 | +3 | 12     |
| Copa Libertadores 2000 | Fase de grupos   | 6  | 2  | 2  | 2  | 8  | 5  | +3 | 8      |
| Copa Sudamericana 2011 | Primera Fase     | 2  | 0  | 1  | 1  | 1  | 4  | -3 | 1      |

#### Estadísticas por equipo
| Equipo                | PJ | PG | PE | PP | GF | GC | Dif. |
| --------------------- | -- | -- | -- | -- | -- | -- | ---- |
| Atlético Mineiro      | 2  | 1  | 0  | 1  | 2  | 2  | 0    |
| Barcelona             | 2  | 1  | 0  | 1  | 2  | 3  | -1   |
| Bolívar               | 2  | 1  | 0  | 1  | 4  | 1  | +3   |
| Cobreloa              | 2  | 0  | 2  | 0  | 2  | 2  | 0    |
| Colo-Colo             | 2  | 1  | 0  | 1  | 2  | 3  | -1   |
| Corinthians           | 2  | 0  | 1  | 1  | 2  | 5  | -3   |
| Deportivo Cali        | 2  | 0  | 1  | 1  | 2  | 3  | -1   |
| El Nacional           | 2  | 1  | 0  | 1  | 2  | 5  | -3   |
| Estudiantes de Mérida | 4  | 3  | 0  | 1  | 13 | 5  | +8   |
| Flamengo              | 2  | 0  | 2  | 0  | 3  | 3  | 0    |
| Magallanes            | 2  | 0  | 0  | 2  | 1  | 3  | -2   |
| Monterrey             | 2  | 1  | 1  | 0  | 3  | 1  | +2   |
| Nacional              | 6  | 0  | 1  | 5  | 2  | 11 | -9   |
| Peñarol               | 4  | 0  | 1  | 3  | 1  | 6  | -5   |
| Portuguesa            | 2  | 2  | 0  | 0  | 8  | 0  | +8   |
| Universidad Católica  | 4  | 1  | 2  | 1  | 6  | 7  | -1   |
| Total                 | 42 | 12 | 11 | 19 | 55 | 60 | -5   |

## Estadísticas en competiciones nacionales

### Por competición
- En negrita competiciones en activo.
- Actualizado a la Temporada 2021.

| Torneo                               | TJ  | PJ   | PG  | PE  | PP  | GF   | GC   | Dif. | Puntos | Títulos |
| ------------------------------------ | --- | ---- | --- | --- | --- | ---- | ---- | ---- | ------ | ------- |
| Primera División de Uruguay          | 49  | 1217 | 353 | 346 | 518 | 1444 | 1814 | -370 | 1405   | 1       |
| Segunda División de Uruguay          | 35  | 578  | 270 | 129 | 179 | 953  | 729  | +224 | 939    | 5       |
| Tercera División de Uruguay          | 4   | 69   | 43  | 13  | 13  | 101  | 49   | +52  | 142    | 1       |
| Liguilla Pre-Libertadores de América | 13  | 69   | 27  | 21  | 21  | 83   | 84   | -1   | 102    | 1       |
| Copa AUF Uruguay                     | 1   | 2    | 1   | 0   | 1   | 1    | 1    | 0    | 3      | –       |
| Total                                | 102 | 1935 | 694 | 509 | 732 | 2582 | 2677 | -95  | 2591   | 8       |